# Масимилијано Алегри
Масимилијано Алегри (итал. Massimiliano Allegri; Ливорно, 11. август 1967) јесте италијански фудбалски тренер и бивши фудбалер. Тренутно је тренер Милана.

## Тренерска каријера

### Почеци
После фудбалске каријере коју је провео у углавном у нижеразредним клубовима, Алегри је 2004. започео тренерску каријеру у Аљанезеу, клубу у којем је завршио играчку каријеру. После импресивне прве сезоне као тренера, Алегри је постао први тренер, тада трећелигаша, Гросето. Међутим није био успешан као и у претходном клубу, па је убрзо после почетка 2006/07. отпуштен.
Августа 2007. Алегри је постао тренер амбициозног трећелигаша Сасуола под чијем вођством је клуб обезбедио промоцију у другу лигу, по први пут у својој историји.

### Каљари
Маја 2008. Алегри је договрио сарадњу са италијанским прволигашем Каљаријем Уркос лошем старту, Алегри је успео да доведе клуб до 9. места на крају сезоне. То је био изузетан успех, с обзиром на скромним могућностима Каљарија. Алегријев резултат са Каљаријем и нападачки стил фудбала донео му је титулу најбољег тренера сезоне, за коју гласају сви тренери из Серије А. Другу сезону са Алегријем на челу, Каљари је завршио на дванаестом месту. На крају сезоне на опште изненађење Каљари је раскинуо уговор са Алегријем.

### Милан
Касније се сазнало је Каљари раскинуо уговор са Алегријем због притиска Милана који је био заинтересован за Алегријеве услуге. 25. јуна 2010. Алегри је званично именован за шефа стручног штаба. У дебитантској сезони на клупи Милана, Алегри је освојио шампионску титулу (прву за Милан после седам година), довео клуб до полуфинала купа и осмине финала Лиге шампиона.
На почетку своје друге сезоне у Милану, осваја Суперкуп победом над Интером. До краја те сезоне не успева да одбрани титулу првака Серије А, осваја је Јувентус. Такође испада од Јувентуса у полуфиналу купа, док је у четвртфиналу Лиге шампиона заустављен од стране Барселоне.
Дана 13. јануара 2012. Алегри је продужио уговор са Миланом до краја сезоне 2013/14.

### Јувентус
Дана 16. јула 2014. године Алегри је постављен за шефа стручног штаба Јувентуса. На клупи торинских црно–белих заменио је веома успешног претходника Антонија Контеа. Већ у првој сезони на клупи Јувентуса Алегри је освојио титулу шампиона Италије и тако постао тек седми тренер коме је пошло за руком да популарни "скудето" освоји са два или више клубова. Пре њега то су урадили Фабио Капело (са Миланом, Ромом и Јувентусом), Тони Карњели (са Торином и Интером), Арпад Вајс (са Интером и Болоњом), Фулвио Бернардини (са Фиорентином и Болоњом), Нилс Лидхолм (са Миланом и Ромом) и Ђовани Трапатони (са Јувентусом и Интером). Након "скудета" Алегри је успео да освоји и куп Италије тријумфом над екипом Лација у Риму од 2:1. Био је то јубиларни 10. трофеј Јувентуса у том такмичењу али први након пуних 20 година чекања. Круна његове прве сезоне на клупи Јувентуса био је финални меч Лиге шампиона у Берлину али му је трофеј намењен најбољем тиму Европе измакао пошто је Барселона била боља и победила са 3:1. На почетку нове сезоне Алегри је са Јувентусом освојио и суперкуп Италије још једним тријумфом над екипом Лација овај пута у кинеском Шангају од 2:0. И поред веома слабог старта Алегри је успео да доведе Јувентус до још једног "скудета" (петог узастопног), а тријумфом у финалу купа над својим бившим клубом Миланом од 1:0 сјајни стручњак је торинским црно–белима омогућио да постану први клуб у Италији коме је успело да одбрани "дуплу круну". У сезони 2016/17. Алегри је након пораза у суперкупу од Милана довео Јувентус до треће узастопне "дупле круне" освојивши шести узастопни "скудето" чиме је постављен нови рекорд у италијанском фудбалу, а освојен је и трећи узастопни трофеј у купу Италије победом над Лацијом. Ипак, поново је пропуштена прилика за освајањем популарне "триплете" пошто је доживљен нови пораз у финалу лиге шампиона, овај пута од Реал Мадрида. И четврта сезона на клупи "старе даме" завршена је још једном потврдом апсолутне доминације италијанским клупским фудбалом како Јувентуса тако и Алегрија као тренера. Ипак, сезона је почела још једним поразом у суперкупу Италије, овај пута од Лација, али су касније ствари дошле на своје место. Поново је освојена "дупла круна" и то по четврти пута узастопно. Прво је освојен куп Италије, новим тријумфом над Миланом (овај пута убедљиво 4:0), да би потом био освојен и седми узастопни "скудето" (четврти са Алегријем на клупи). У лиги шампиона поново се испречио Реал Мадрид, срамном судијском крађом у реваншу четвртфинала у Мадриду.

### Повратак у Јувентус
Дана 27. маја 2021, Алегри се и званично вратио на место тренера Јувентуса, након одласка Андреа Пирла.

## Статистика
Последња измена 15. маја 2024.
| Тим      | Од              | До                | Статистика | Статистика | Статистика | Статистика | Статистика |
| Тим      | Од              | До                | Утк        | Поб        | Нер        | Пор        | Поб %      |
| -------- | --------------- | ----------------- | ---------- | ---------- | ---------- | ---------- | ---------- |
| Агљанезе | 1. јул 2003.    | 30. јун 2004.     | 38         | 10         | 13         | 15         | 26.32      |
| СПАЛ     | 1. јул 2004.    | 30. мај 2005.     | 40         | 13         | 15         | 12         | 32.50      |
| Гросето  | 19. јул 2005.   | 26. октобар 2005. | 20         | 6          | 9          | 5          | 30.00      |
| Гросето  | 17. април 2006. | 29. октобар 2006. | 19         | 1          | 6          | 3          | 10.00      |
| Сасуоло  | 17. јул 2007.   | 28. мај 2008.     | 42         | 23         | 6          | 13         | 54.76      |
| Каљари   | 29. мај 2008.   | 13. април 2010.   | 74         | 27         | 15         | 32         | 36.49      |
| Милан    | 25. јун 2010.   | 13. јануар 2014.  | 178        | 91         | 49         | 38         | 51.12      |
| Јувентус | 16. јул 2014.   | 26. мај 2019.     | 271        | 191        | 43         | 37         | 70.48      |
| Јувентус | 1. јул 2021.    | 17. мај 2024.     | 149        | 80         | 34         | 35         | 53.69      |
| Укупно   | Укупно          | Укупно            | 822        | 442        | 190        | 190        | 53.77      |

## Највећи успеси

### Као играч
- Ливорно
  - Куп Серије Ц (1) : 1986/87.
- Аљанезе
  - Серија Д (1) : 2001/02. (група Д)

### Као тренер
- Сасуоло
  - Серија Ц1 (1) : 2007/08.
- Милан
  - Првенство Италије (1) : 2010/11.
  - Суперкуп Италије (1) : 2011.
- Јувентус
  - Првенство Италије (5) : 2014/15, 2015/16, 2016/17, 2017/18, 2018/19.
  - Куп Италије (5) : 2014/15, 2015/16, 2016/17, 2017/18, 2023/24.
  - Суперкуп Италије (2) : 2015, 2018.
  - Лига шампиона : финале 2014/15, 2016/17.
- Индивидуална признања
  - Златна клупа Серије Ц1 (1) : 2007/08.
  - Златна клупа Серије А (4) : 2008/09, 2014/15, 2016/17, 2017/18.
  - Тренер године у Италији (4) : 2011, 2015, 2016, 2018.
  - Награда Енцо Беарцот (1) : 2015.
  - Награда најбољи клупски тренер по избору Међународне Федеарације за фудбалску историју и статистику (2) : 2015. (треће место), 2017. (друго место)
  - Награда најбољи тренер по избору ФИФА (1) : 2017. (треће место)
  - Награда Газета Спорта (1) : 2015. (тренер године)
  - Кућа славних италијанског фудбала (1) : уврштен 2018.
  - Тренер месеца у Серији А (2) : новембар 2022, новембар 2023.